# Ridin' Solo
Ridin' Solo is de derde single van Jason Derülo. De single werd uitgebracht in 2010 en is afkomstig van het album dat zijn eigen naam draagt, Jason Derülo.

## Muziekvideo
In de video van Ridin' Solo speelt in de eerste 15 seconden Derülo zijn liedje Blind op een piano. Nadien komt er het intro van het liedje Ridin' Solo. Tijdens de clip zien we Derulo vaak dansen. Zijn dansstijl is te vergelijken met die van Michael Jackson en Usher. In de clip zijn er ook zeer veel special effects. Zo danst hij gedurende heel de clip voor een groot led-scherm.

## Tracklist
Ridin' Solo EP*"Ridin' Solo" (Acoustic Version) – 3:44
- "Ridin' Solo" (Eddie Amador Club) – 7:59
- "Ridin' Solo" (Justin Michael & Kemal Remix) – 6:17
- "Ridin' Solo" (Ian Nieman Club Mix) – 6:58

## Hitnoteringen

### Nederlandse Top 40
| Nummer | 37 | 28 | 21 | 20 | 20 | 15 | 18 | 20 | 31 | uit |

### NederlandseSingle Top 100
| Hitnotering: 03-07-2010 t/m 09-10-2010 | Hitnotering: 03-07-2010 t/m 09-10-2010 | Hitnotering: 03-07-2010 t/m 09-10-2010 | Hitnotering: 03-07-2010 t/m 09-10-2010 | Hitnotering: 03-07-2010 t/m 09-10-2010 | Hitnotering: 03-07-2010 t/m 09-10-2010 | Hitnotering: 03-07-2010 t/m 09-10-2010 | Hitnotering: 03-07-2010 t/m 09-10-2010 | Hitnotering: 03-07-2010 t/m 09-10-2010 | Hitnotering: 03-07-2010 t/m 09-10-2010 | Hitnotering: 03-07-2010 t/m 09-10-2010 | Hitnotering: 03-07-2010 t/m 09-10-2010 | Hitnotering: 03-07-2010 t/m 09-10-2010 | Hitnotering: 03-07-2010 t/m 09-10-2010 | Hitnotering: 03-07-2010 t/m 09-10-2010 | Hitnotering: 03-07-2010 t/m 09-10-2010 | Hitnotering: 03-07-2010 t/m 09-10-2010 |
| Week                                   | 1                                      | 2                                      | 3                                      | 4                                      | 5                                      | 6                                      | 7                                      | 8                                      | 9                                      | 10                                     | 11                                     | 12                                     | 13                                     | 14                                     | 15                                     |                                        |
| -------------------------------------- | -------------------------------------- | -------------------------------------- | -------------------------------------- | -------------------------------------- | -------------------------------------- | -------------------------------------- | -------------------------------------- | -------------------------------------- | -------------------------------------- | -------------------------------------- | -------------------------------------- | -------------------------------------- | -------------------------------------- | -------------------------------------- | -------------------------------------- | -------------------------------------- |
| Nummer                                 | 100                                    | 93                                     | 76                                     | 85                                     | 69                                     | 47                                     | 51                                     | 56                                     | 63                                     | 59                                     | 48                                     | 62                                     | 72                                     | 69                                     | 87                                     | uit                                    |

### VlaamseUltratop 50
| Nummer | 37 | 38 | 33 | 40 | 31 | 36 | 41 | 42 | uit |